# Maximilian Baßlsperger
Maximilian Baßlsperger (* 1952) ist ein deutscher Rechtswissenschaftler, Autor und Hochschullehrer im Ruhestand. Schwerpunkte seiner beruflichen Tätigkeit sind das deutsche Beamtenrecht, das Berufsbeamtentum sowie das Verwaltungs- und Verwaltungsprozessrecht.

## Leben
Baßlsperger studierte Rechtswissenschaften und promovierte. Von 1981 bis 1982 war er als Rechtsanwalt tätig. 1982 wurde er Beamter bei der Bezirksfinanzdirektion München. Dort war er unter anderem als Referent für Aus- und Fortbildung tätig. Später wurde Baßlsperger hauptberuflicher Dozent an der Fachhochschule für öffentliche Verwaltung und Rechtspflege in Bayern. Diese wurde später in Hochschule für den öffentlichen Dienst in Bayern umbenannt. Dort war er bis zum 28. Februar 2018 im Fachbereich Sozialverwaltung tätig.

## Werke
- Verwaltungs- und Verwaltungsprozessrecht : Grundriss für Ausbildung und Praxis. 20., überarb. Auflage. W. Kohlhammer, Stuttgart 2016, ISBN 978-3-17-030505-2.
- Der Beamte als Ehemann und andere kuriose Wahrheiten über unsere Staatsdiener. ibidem-Verlag, Stuttgart 2012, ISBN 978-3-8382-0400-0.
- Einführung in das neue Beamtenrecht: mit den Neuregelungen durch das Beamtenstatusgesetz sicher umgehen. 1. Auflage. Rehm, Heidelberg, München, Landsberg, Frechen, Hamburg 2009, ISBN 978-3-8073-0125-9.
- Lexikon des öffentlichen Dienstrechts : Handbuch für Praxis und Ausbildung. Walhalla, Berlin, Bonn, Regensburg 1993, ISBN 978-3-8029-1660-1.
- Laufbahnrecht des Bundes und der Länder: Einstellung – Beförderung – Aufstieg. mit Kommentar und aktueller Rechtsprechung. Walhalla, Berlin, Bonn, Regensburg 1992, ISBN 978-3-8029-1650-2.